# Rinotermítids
Els rinotermítids (Rhinotermitidae) són una família de tèrmits (Isoptera). S'alimenten de fusta i poden causar grans danys a edificis o altres estructures de fusta. Se n'han descrit unes 345 espècies i entre elles hi ha plagues importants com Coptotermes formosanus, Coptotermes gestroi i Reticulitermes flavipes.

## Taxonomia
- Família Rhinotermitidae Froggatt, 1897,[3]
  - Subfamília Coptotermitinae Holmgren, 1910
  - Subfamília Heterotermitinae Froggatt, 1897
  - Subfamília Prorhinotermitinae Quennedey & Deligne, 1975